# Cornelius Kersten
Cornelius Kersten (* 19. Juli 1994 in Haarlem, Niederlande) ist ein britischer Eisschnellläufer. Er wuchs in den Niederlanden auf und startet seit 2014 für das Vereinigte Königreich. 2022 nahm er an den Olympischen Winterspielen in Peking teil. Ein Jahr später gewann er bei der Einzelstrecken-Weltmeisterschaft 2023 in Heerenveen die Bronzemedaille über 1000 Meter und feierte damit den größten Erfolg eines britischen Eisschnellläufers seit mehr als 70 Jahren.

## Werdegang
Als Sohn eines niederländischen Vaters und einer britischen Mutter besitzt Cornelius Kersten sowohl die niederländische als auch die britische Staatsbürgerschaft. Er wuchs in Heemstede in der Provinz Noord-Holland auf und begann in seiner Kindheit mit dem Eislaufen in Haarlem. Als Nachwuchsläufer erreichte er gelegentliche Podestplätze bei nationalen Juniorenmeisterschaften im Eisschnelllauf, konnte aber nicht mit den besten niederländischen Athleten seines Alters – wie etwa dem späteren mehrfachen Weltmeister Kai Verbij – mithalten. Weil er keine Aufstiegsmöglichkeit in den niederländischen Nationalkader sah, entschied sich Kersten 2014 für einen Wechsel zum britischen Verband und vertritt seitdem das Heimatland seiner Mutter. In Großbritannien gab es in den 2010er-Jahren kaum Strukturen im Eisschnelllauf, etwa keine für den Sport notwendigen 400-Meter-Eisbahnen. Stattdessen trainierte Kersten zwischenzeitlich in Calgary gemeinsam mit kanadischen Athleten, wobei er finanziell von seinen Eltern, Sponsoren und dem britischen Olympischen Komitee unterstützt wurde. Später zog er zusammen mit seiner Lebenspartnerin, der ebenfalls für Großbritannien startenden Eisschnellläuferin Ellia Smeding, nach Heerenveen. Dort gründeten Smeding und Kersten 2020 ein eigenes Kaffeeunternehmen, um ihre Bemühungen um eine Olympiateilnahme zu finanzieren.
2017 debütierte Kersten im Eisschnelllauf-Weltcup, wo er in den nächsten Jahren in der Division B vor allem auf den Sprint- und Mittelstrecken (500 bis 1500 Meter) startete. Er nahm 2018 an der Sprintweltmeisterschaft in Changchun teil, bei der er den 20. und letzten Rang belegte. Ende Januar 2021 entschied Kersten im Rahmen des Weltcups in Heerenveen einen Wettkampf über 1000 Meter in der Division B für sich. Kurz danach belegte er über die gleiche Distanz am gleichen Ort den elften Platz bei der Einzelstrecken-WM. Nach diesen Leistungen wurde er im Frühjahr 2021 in das private niederländische Team Worldstream-Corendon aufgenommen. Die Teamzugehörigkeit ermöglichte Kersten ein deutlich besseres Training mit konstanten Trainingszeiten und finanzieller Entlastung. In der Saison 2021/22 erreichte er über 1000 Meter mehrere Top-Ten-Ergebnisse im Weltcup und den vierten Platz bei der Einzelstrecken-Europameisterschaft (hinter den drei Niederländern Thomas Krol, Kjeld Nuis und Kai Verbij). Mit einer Zeit von 1:08,48 Minuten hatte er etwa sieben Zehntelsekunden Rückstand auf den siegreichen Krol. Zusammen mit seiner Lebenspartnerin Ellia Smeding war Kersten bei den Olympischen Winterspielen 2022 in Peking der erste Brite seit Craig McNicoll 1992, der zu olympischen Eisschnelllaufrennen antrat. Er nahm an drei Wettkämpfen (500 Meter, 1000 Meter sowie 1500 Meter) teil und belegte als bestes Ergebnis einen neunten Platz über 1000 Meter, wo er mit einer Zeit von 1:08,79 Minuten drei Zehntelsekunden langsamer war als der Bronzemedaillengewinner Håvard Holmefjord Lorentzen.
Nach der Auflösung des Teams Worldstream-Corendon wurde Kersten zum Winter 2022/23 Teil des Teams Novus. Bei den Einzelstreckenweltmeisterschaften 2023 gewann er über 1000 Meter die Bronzemedaille hinter Jordan Stolz und Thomas Krol. Er war damit der erste Brite seit Johnny Cronshey 1951, der auf dem Podest einer Eisschnelllauf-Weltmeisterschaft stand.